# Feuerzangenbowle

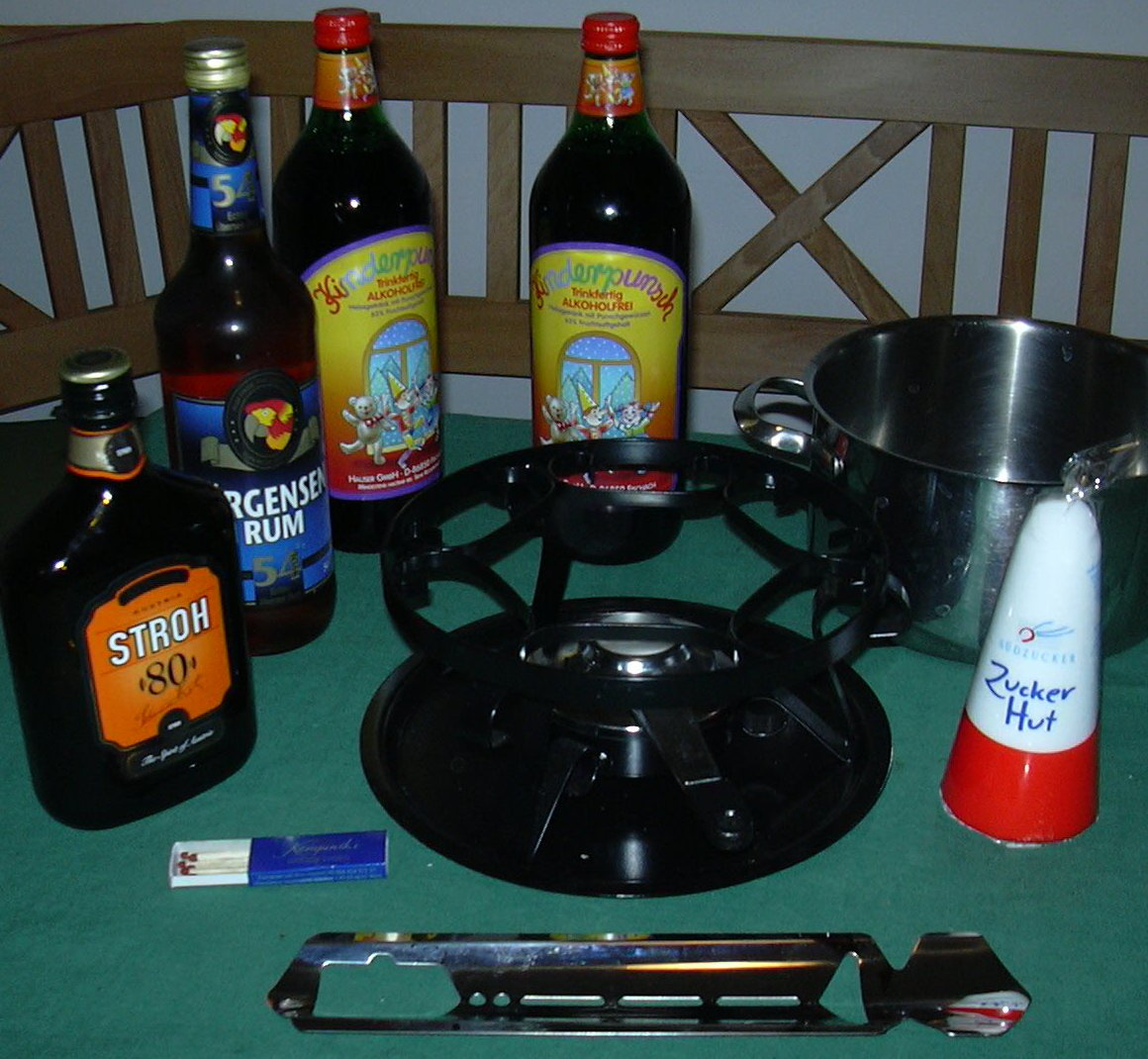
Ingredientes y herramientas que paricipan en la elaboración del Feuerzangenbowle, de izquierda a derecha stroh (encendido), botellas de ron y una olla junto a un cono de azúcar ("Zuckerhut"), en el centro está el mechero y en el frente puede verse una pinza metálica que da nombre a la bebida: Feuerzange.

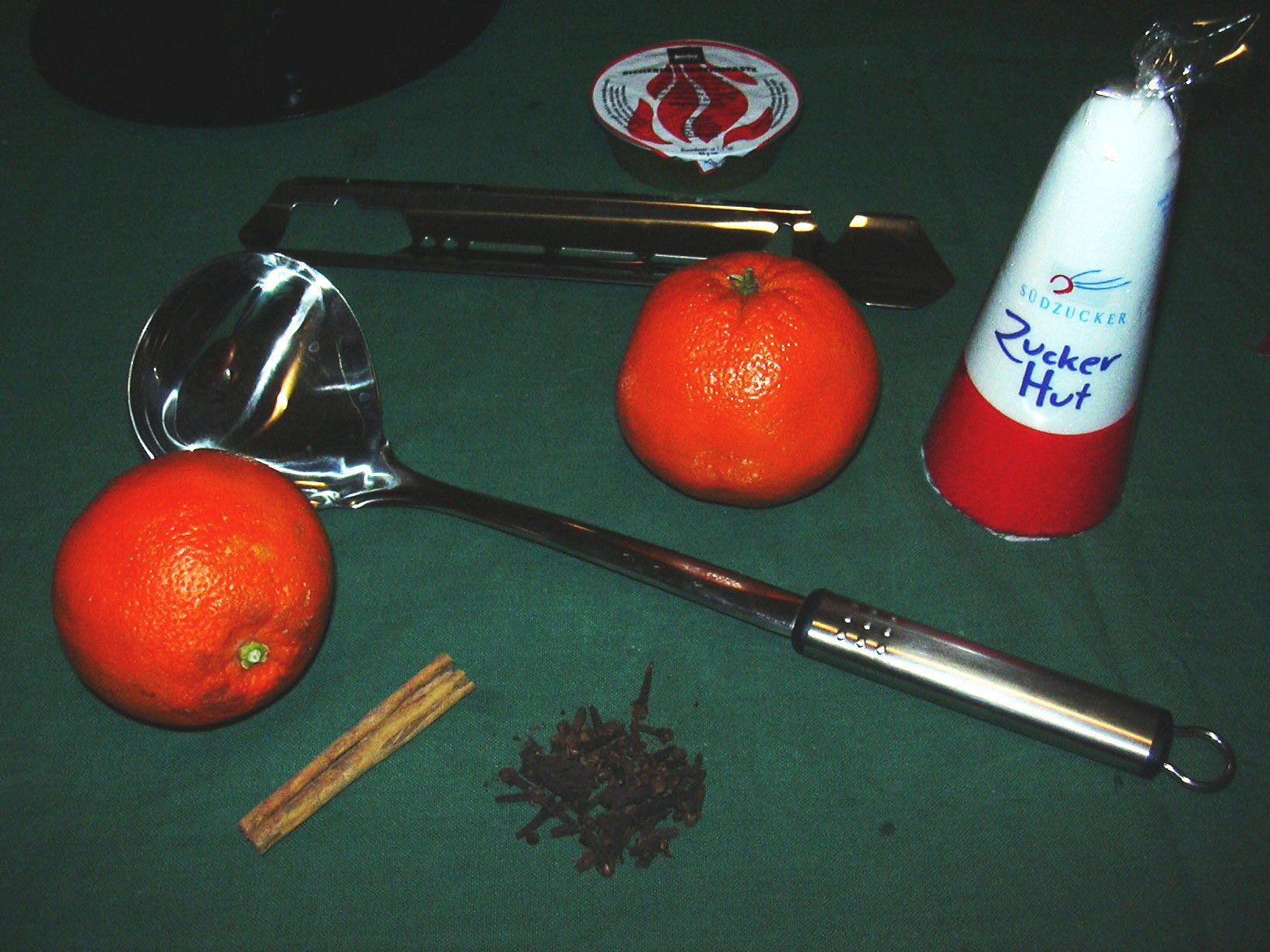
Ingredientes adicionales del Feuerzangenbowle, dos naranjas, un cucharón y unos clavos, al final puede verse una terrina con gel para encender el mechero; se ve con mayor detalle el cono de azúcar ("Zuckerhut") y al fondo la pinza Feuerzange.

El feuerzangenbowle (audioⓘ) es una muy conocida variante de ponche en Alemania que se bebe caliente mediante quemado del alcohol de algunos de sus ingredientes. El feuerzangenbowle proviene en alemán de la composición de tres palabras Feuer: 'fuego', Zange: 'Pinzas', Bowle: 'bebida con frutas' (similar a la sangría), aunque el nombre proviene de una pinza metálica que se emplea en su elaboración y que se denomina Feuerzange. La popularidad de esta bebida se debe en gran parte a un film alemán del año 1944 protagonizado por el actor Heinz Rühmann y que se denomina: "Die Feuerzangenbowle". A veces se toma la bebida en invierno (generalmente cerca de las Navidades º de Nochevieja) y se ve la película mientras se toma el ponche caliente en compañía de familiares o amigos.

## Preparación
En una olla (generalmente de gran tamaño, o de tamaño proporcional al número de asistentes) se pone vino tinto seco con unos clavos de olor y unas ramas de canela, unas rodajas de limones o naranjas. En algunas recetas se incluye zumo de naranja.
La herramienta principal de este ponche caliente es el famoso feuerzange que es una especie de pinza metálica perforada con agujeros que debe sujetar el cono de azúcar (Zuckerhut) sobre la boca de la olla. Ambos instrumentos se pueden adquirir muy fácilmente en los supermercados alemanes en invierno, y casi son visita obligada en las navidades. Habitualmente se vierte ron marrón (de por lo menos 54% de alcohol) y se enciende el cono con unos fósforos. El azúcar del cono se va fundiendo y pasa por las perforaciones de la pinza, cayendo en forma de gotas dentro de la olla con el vino y las especias, lo que proporciona un aroma y sabor especiales. Se suele verter una botella de ron (cerca de 0,7 litros) sobre 2-3 litros de vino tinto seco y se gasta un cono de azúcar por cada cuatro botellas de vino.
En la preparación se suele verter ron ya previamente caliente sobre el cono en llamas, a veces se emplean rones de mayor graduación, como el stroh para poder encender el cono en las primeras fases. El vertido del ron es una labor peligrosa que se debe hacer con extremo cuidado y con el local a oscuras, para poder detectar fácilmente las llamas ocasionales. El quemado del cono proporciona un ambiente mágico, que favorece la degustación del ponche.

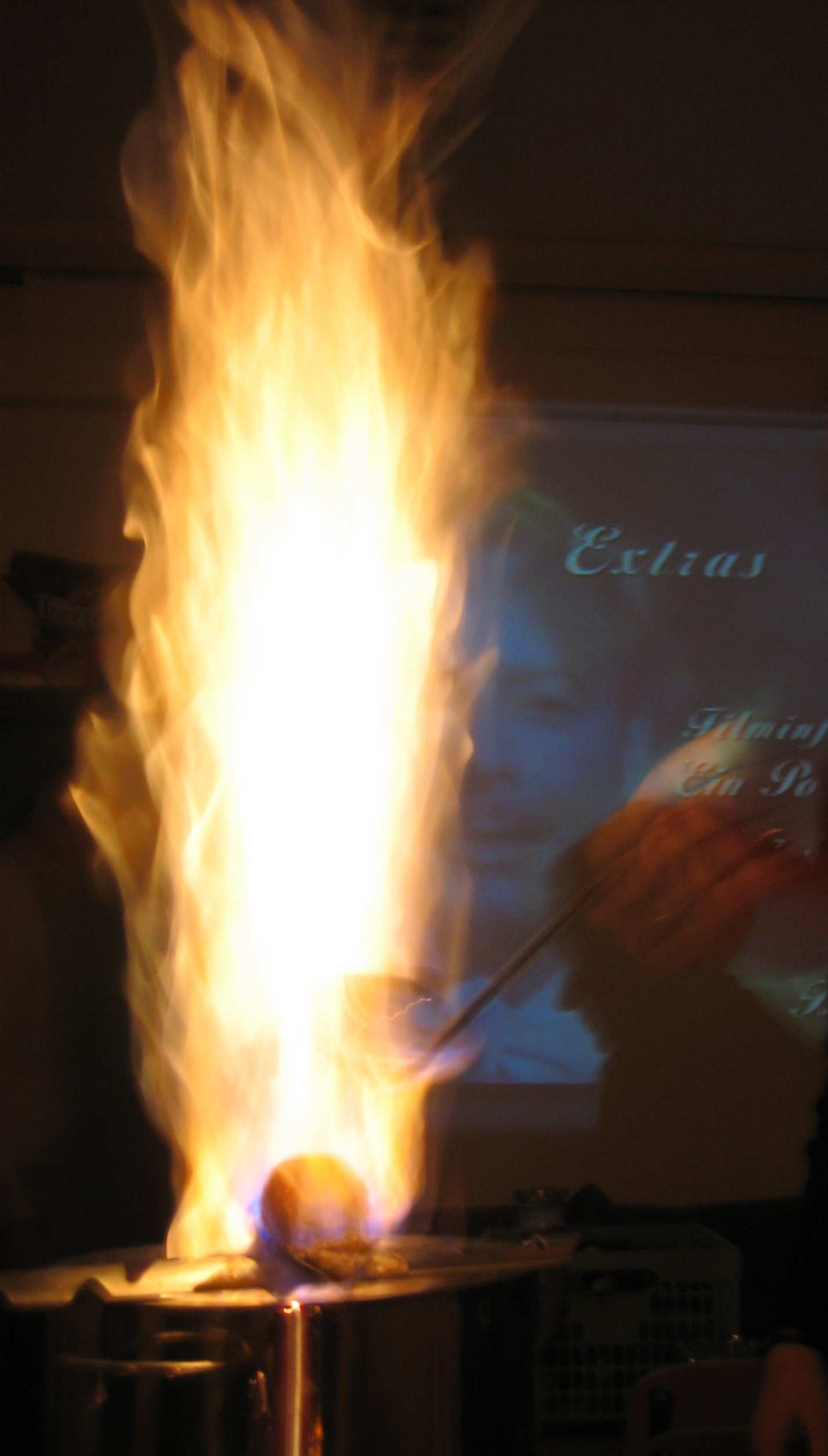

## Costumbres
En muchas regiones de Alemania es costumbre tomar el Feuerzangenbowle una vez al año, en especial durante el periodo navideño o de año nuevo y se invita a familiares o amigos para ver la película de: Die Feuerzangenbowle mientras se prepara un ponche.
El Feuerzangenbowle más grande del mundo se hizo en diciembre de 2005 en Múnich en Isartor. Este ponche multitudinario estaba compuesto por 9.000 litros elaborados en una olla de cobre de tres metros de altura.